# Polyrhachis verticalis
Polyrhachis verticalis é uma espécie de formiga do gênero Polyrhachis, pertencente à subfamília Formicinae.